# ポン＝デュ＝シャトー
ポン＝デュ＝シャトー （Pont-du-Château）は、フランス、オーヴェルニュ＝ローヌ＝アルプ地域圏、ピュイ＝ド＝ドーム県のコミューン。クレルモン＝フェラン都市圏に属する。

## 地理

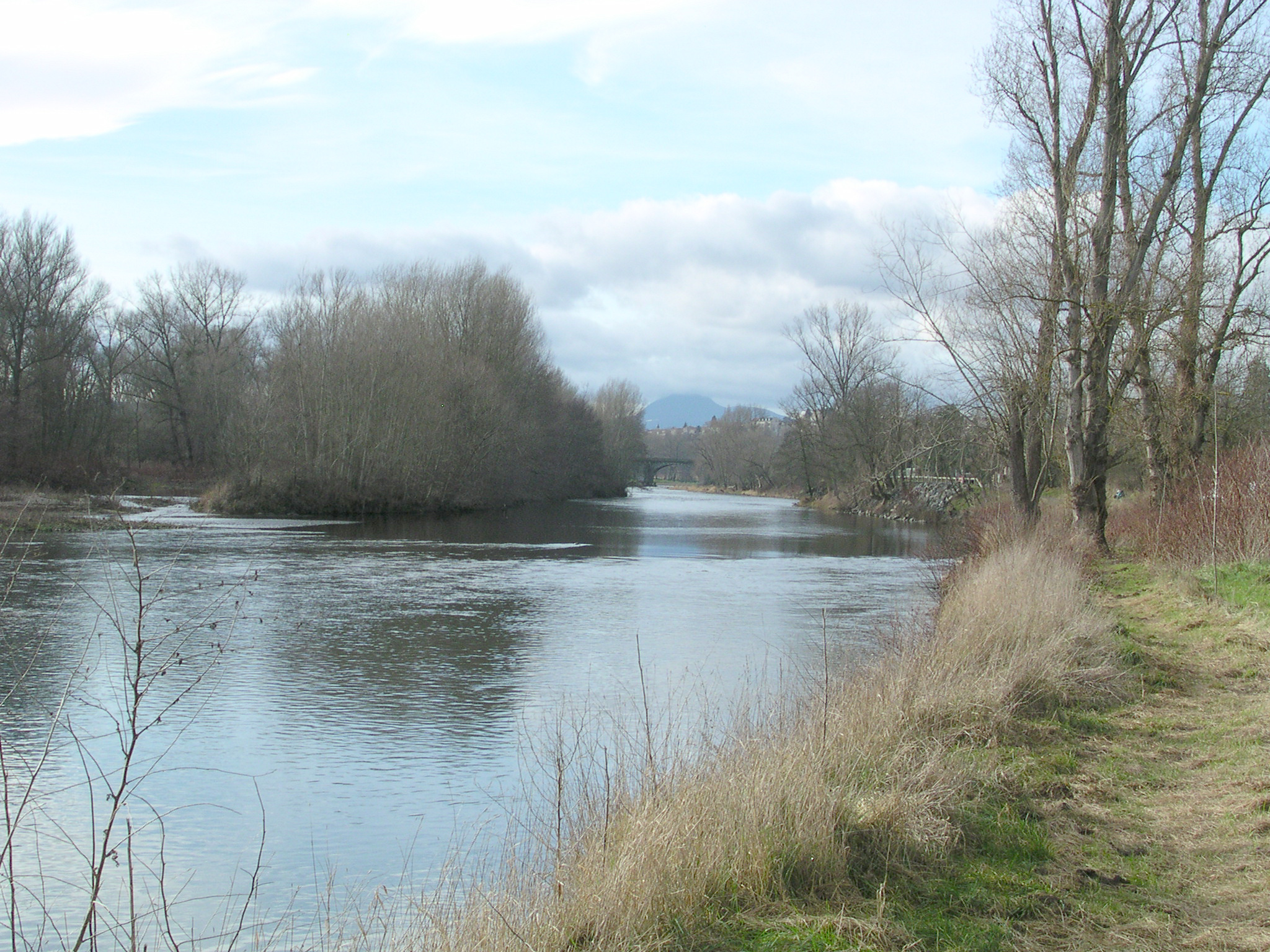
コミューンを流れるアリエ川

クレルモン＝フェランの東14kmのところにあり、アリエ川が流れる。町はクレルモン・フェラン・オーヴェルニュ空港から数kmしか離れていない。
町は中程度の地震帯に属しているが、これはこの地域にある県の多くのコミューンと同様である · 。

## 歴史
2006年、考古学の発掘調査によって、新石器時代の住居跡が発見された。
ポン＝デュ＝シャトーには豊かな歴史がある。これは何世紀にもわたってアリエ川沿いの河川貿易の主要都市だったためである。町はクレルモン＝フェランの主要港であった。埠頭を木材、石炭、ワイン、ヴォルヴィック石が通過していった。
コミューンのシャトーは、ジェヴォーダンの貴族モンボワシエ＝ボーフォール＝カニヤック家のものだった。現在のシャトーには、アリエ川およびドール川の元船長であったピエール・モンダネルの博物館があり、河川貿易の興味深い歴史を復元している。
フランス革命後の国民公会時代、町はポン・シュル・アリエと改名させられていた。

## 人口統計
| 1962年 | 1968年 | 1975年 | 1982年 | 1990年 | 1999年 | 2006年 | 2012年 |
| ------ | ------ | ------ | ------ | ------ | ------ | ------ | ------ |
| 3727   | 4605   | 5574   | 7683   | 8562   | 8874   | 10102  | 10541  |

source=1999年までLdh/EHESS/Cassini、2004年以降INSEE

## 史跡
- シャトー - 17世紀にモンボワシエ＝ボーフォール＝カニヤック家が建設。
- 16世紀の半木造建築
- サント・マルティーヌ教会 - 拝廊と本堂は12世紀。翼廊と聖歌隊席は14世紀から16世紀。中世の壁画が1990年代に発見され、復元された[12]。

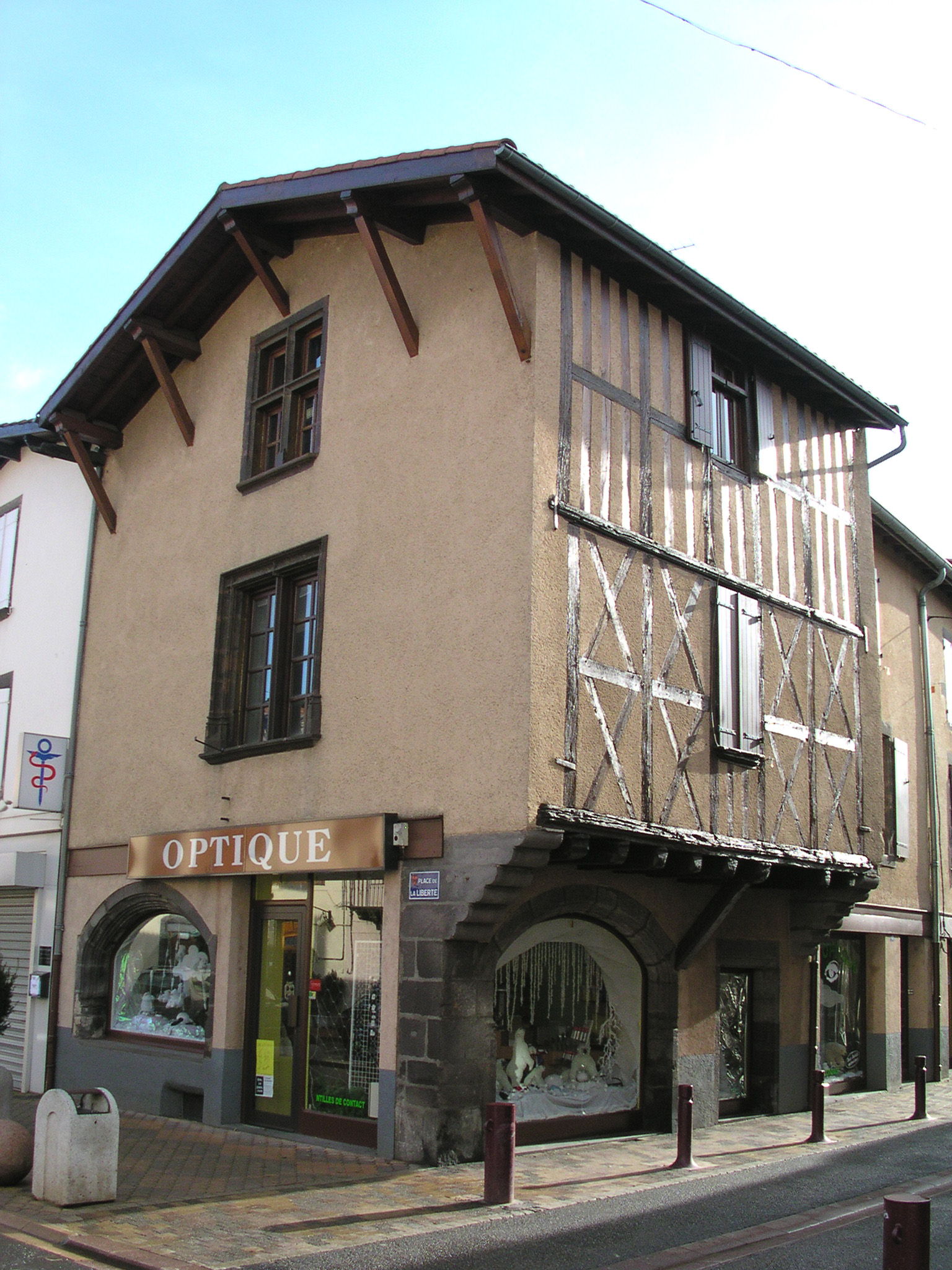
半木造建築
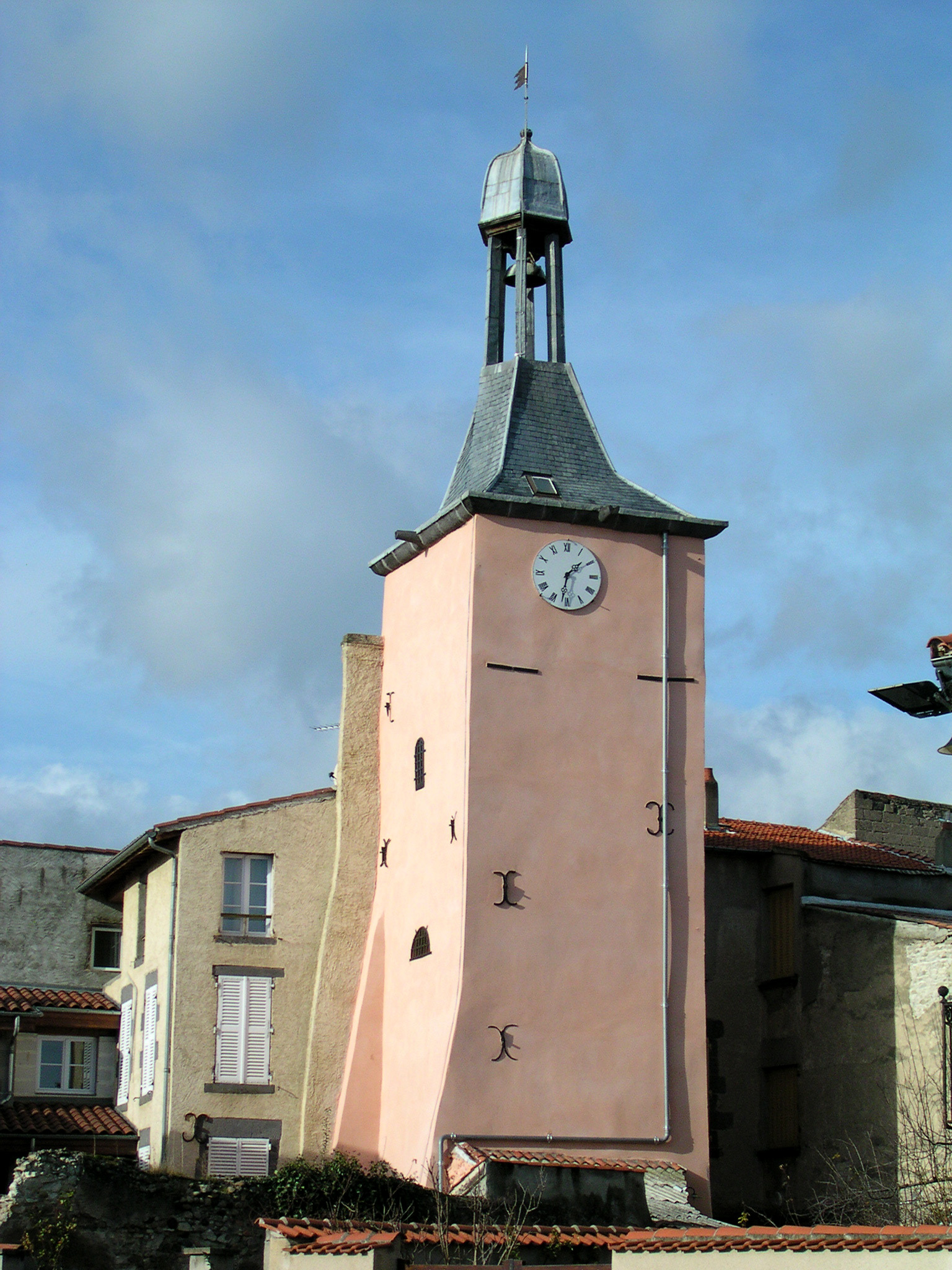
塔
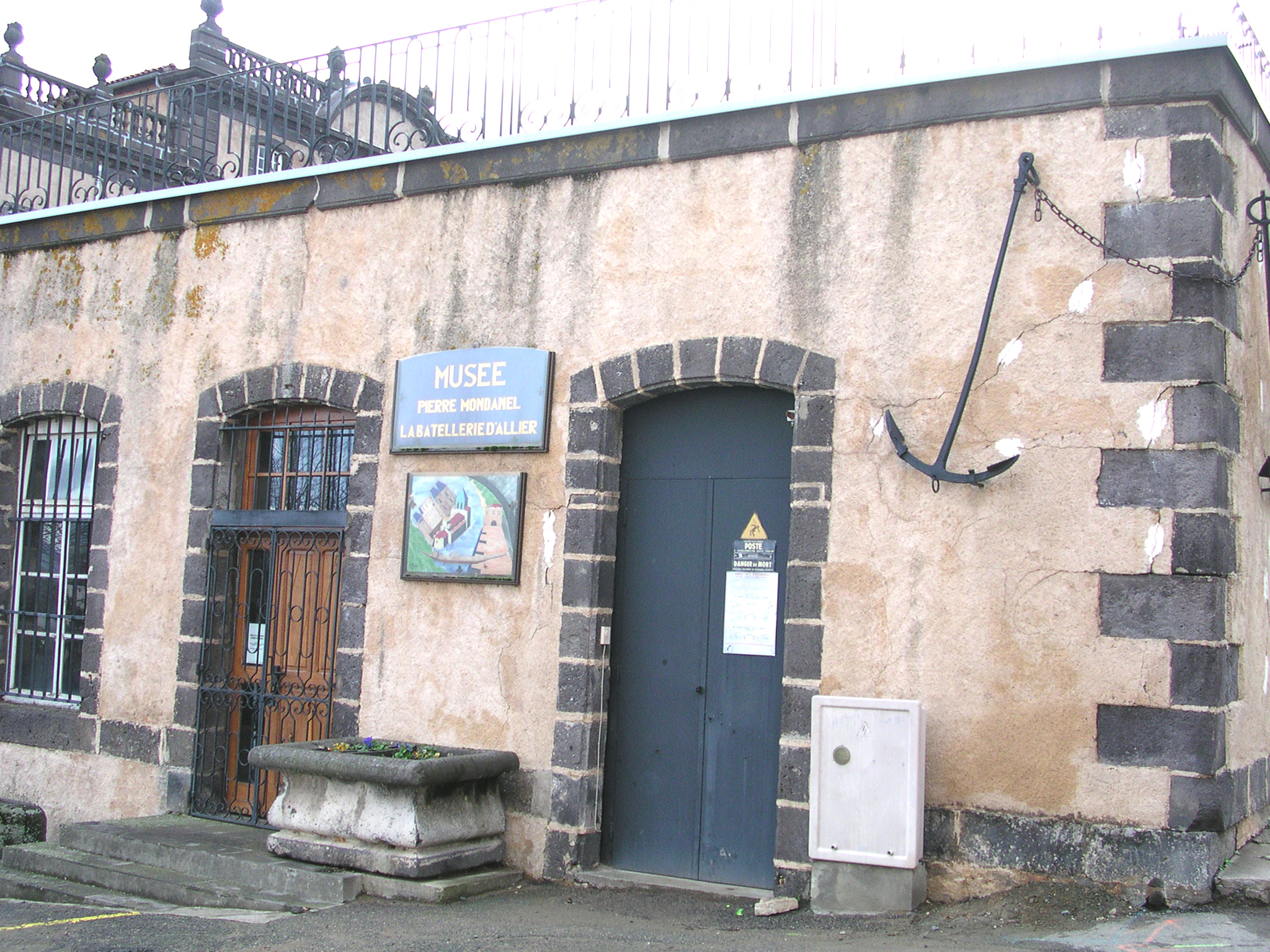
ピエール・モンダネル博物館

## ゆかりの人物
- アラン・レイ - 言語学者

## 姉妹都市
- サント・マリー、ケベック州、カナダ[13]